# منجم السكري
منجم السُكَّرِيْ هو منجم ذهب ضخم يقع في منطقة جبل السكري الواقعة في صحراء النوبة (جزء من الصحراء الشرقية)، 30 كم جنوبي مرسى علم في محافظة البحر الأحمر المصرية. وهو مرشح لأن يحتل مرتبة بين أكبر 10 مناجم ذهب على مستوى العالم. تستغلّه «شركة السكري» وهي شركة مشتركة ما بين الهيئة المصرية العامة للثروة المعدنية (وزارة البترول والثروة المعدنية المصرية) وشركة «سنتامين مصر» (ومركز الشركة أستراليا) بعدما استحوذت على الشركة المستغلّة سابقاً «الشركة الفرعونية لمناجم الذهب». ويعتبر منجم مصر الأوّل للذهب في العصر الحديث، ولهذه الصناعة مجال للتوسّع في مصر. فقد عُرفَت مصر قديماً بأنها مصدر هام للذهب، وتُظْهِر أحد أقدم الخرائط المتوفّرة منجماً في ذات الموقع.

## التجهيزات
تكلفة المشروع اختلفت المصادر على تحديده وقد بلغت ما بين 265 و430 مليون دولار أمريكي حتى يناير 2010.
يعمل بالمصنع نحو 850 خبيرا وعاملا معظمهم من المصريين، وبنائه اقترب من الاكتمال، ليجلب تقنيّات التنقيب الحديثة إلى منطقة نقّب فيها الفراعنة والرومان والإنجليز لمدّة 4000 سنة.
قامت ثلاثة شركات متخصصة في الإنشاءات ببناء خط أنابيب طوله 30 كم يُزود الموقع بالمياه من البحر الأحمر، إضافة إلى مساكن للعاملين.
غالبية الإنتاج حالياً بأسلوب «المنجم المفتوح» (Open-Cast Mining)، لكن العروق الغنيّة من المخطّط تنقيبها بأسلوب «الأنفاق» (Stoping)ـ

## الإنتاج
بدأ إنتاج الذهب متأخرّاً بسبب مشكلة في مواد المفرقعات، فأنتجت أوّل سبيكة تجريبيّة في عام 2009، وبدأ الإنتاج في ذلك العام بمعدّل 30 ألف أونصة في السنة، وكان حينها قد تمّ حفر 1,600 حفرة إلى قلب التراكم البالغة كمّيّته 12 مليون أونصة. وازداد الإنتاج خلال عام 2010 إلى 200 ألف أونصة في السنة بصورة منتظمة. ومن المتوقّع أن يكون محتوى الذهب 2 غرام في كلّ طن مستخرج . كما تمّ العثور على تراكم آخر من المتوقّع إستغلاله، ومأمول أن يكون حصاده ما بين 5 و10 غرام في كلّ طن مستخرج. ومن المتوقّع أن تتزايد حتى تصل إلى 500 ألف أوقية في السنوات القادمة.
في أكتوبر 2012، ألغت محكمة مصرية ترخيص شركة سنتامين لمنجم سوكاريم، وفي ديسمبر تم تعليق العمليات بسبب نزاع على الدفع وتوقفت الصادرات. وفي غضون أسبوع تم حل أجزاء كبيرة من النزاع مع الدولة المصرية واستؤنفت الصادرات.

## وصلات خارجية
- البديل الجديد - عمال منجم السكري يكشفون عن نقل طنين من الذهب وقطع أثرية لجهة غير معلومة.. والقوات المسلحة تتدخل لوقف التهريب
- قناة النيل للأخبار - تقرير مصور عن منجم السكري على يوتيوب
- موقع محافظة البحر الأحمر - تقرير مكتوب عن منجم السكري
- سلسلة تقارير: «حقيقة مشروع ذهب السكرى بين الشركة والبرلمان والحكومة» - المصري اليوم - 3 مارس 2012
- إضراب عمال منجم للذهب جنوب مصر على يوتيوب- يوتيوب قناة الجزيرة - 9 مارس 2012